# Babe, le cochon devenu berger
Série
Babe, le cochon dans la ville
(1998)
Pour plus de détails, voir Fiche technique et Distribution.
Babe, le cochon devenu berger (Babe) est un film australo-américain réalisé par Chris Noonan, sorti en 1995. Il est basé sur le livre The Sheep-Pig ou Babe, the Gallant Pig de Dick King-Smith paru en 1983.
Le film connaît un large succès critique et commercial international. Nommé sept fois aux Oscars (dont meilleur film, meilleur réalisateur, et meilleur acteur dans un second rôle), il obtient l'Oscar des meilleurs effets visuels.
Une suite, Babe, le cochon dans la ville, est sortie en 1998, avec les acteurs principaux reprenant leurs rôles. Cependant, il n'a pas eu de résultats aussi bien commerciaux ou critiques que l'original.

## Synopsis
Ce conte animalier raconte l'histoire d'un cochon nommé Babe. Destiné, comme tous les cochons, à finir en charcuterie (bacon, rillettes…), il échappe à ce sort tragique d'une manière miraculeuse. En effet, le fermier Arthur Hoggett le gagne lors d'un jeu de foire. Le porcelet découvre donc la vie à la ferme et ses habitants, animaux comme humains. Il est pris en affection par Ficelle, la chienne de berger, et cherche sa place dans une basse-cour où tous ont un rôle à jouer. Lui vient alors l'idée qu'il pourrait être « cochon de berger ».

## Fiche technique
- Titre original : Babe
- Titre français : Babe, le cochon devenu berger
- Réalisation : Chris Noonan
- Scénario : George Miller et Chris Noonan, d'après le livre homonyme de Dick King-Smith
- Musique : Nigel Westlake
- Direction artistique : Roger Ford
- Décors : Kerrie Brown
- Photographie : Andrew Lesnie
- Montage : Marcus D'Arcy et Jay Friedkin
- Effets spéciaux : John Stephenson
- Production : Bill Miller, George Miller et Doug Mitchell
- Société de production : Kennedy Miller Productions
- Société de distribution : Universal Pictures
- Budget : 30 000 000 $
- Pays de production :  Australie /  États-Unis
- Langue : anglais
- Durée : 95 minutes
- Genre : Comédie dramatique
- Dates de sortie : 
  - États-Unis : 4 août 1995
  - Australie : 14 décembre 1995
  - France : 21 février 1996

## Distribution
- Christine Cavanaugh (VF : Barbara Delsol / Christophe Lemoine) : Babe (voix)[1]
- Miriam Margolyes (VF : Ginette Pigeon) : Ficelle, la chienne (voix)
- Danny Mann (VF : Vincent Violette) : Ferdinand, le canard (voix)
- Hugo Weaving (VF : Claude Giraud) : Rex, le chien (voix)
- Miriam Flynn (VF : Micheline Dax) : Maa, la brebis (voix)
- Russi Taylor (VF : Maria Tamar) : Duchesse, la chatte (voix)
- Evelyn Krape : la vieille brebis (voix)
- Michael Edward-Stevens : le cheval (voix)
- Charles Bartlett : la vache (voix)
- Paul Livingston (VF : Eric Missoffe) : le coq (voix)
- Roscoe Lee Browne (VF : Léon Dony) : le narrateur (voix)
- James Cromwell (VF : Jean-Pierre Moulin) : Arthur Hoggett, le fermier
- Magda Szubanski (VF : Michèle Bardollet) : Esme Cordelia Hoggett, la femme d'Arthur Hoggett
- Zoe Burton : la fille des Hoggett
- Paul Goddard : le gendre des Hoggett
- Wade Hayward : le petit-fils des Hoggett
- Brittany Byrnes : la petite-fille des Hoggett
- Mary Acres, Janet Foye, Pamela Hawken, Karen Gough : les amies d'Esme
- David Webb (VF : Sylvain Lemarié) : le vétérinaire
- Marshall Napier : le président du jury au concours des chiens de troupeau
- Hec Macmillan, Ken Gregory : les hommes du Lion's Club au stand "Devinez mon poids" à la foire
- Nicholas Lidstone : le voleur de moutons
- Trevor Read, Nicholas Blake : les monteurs de lignes électriques
- John Doyle, Mike Harris : les commentateurs télé au concours des chiens de troupeau

Photos des acteurs principaux
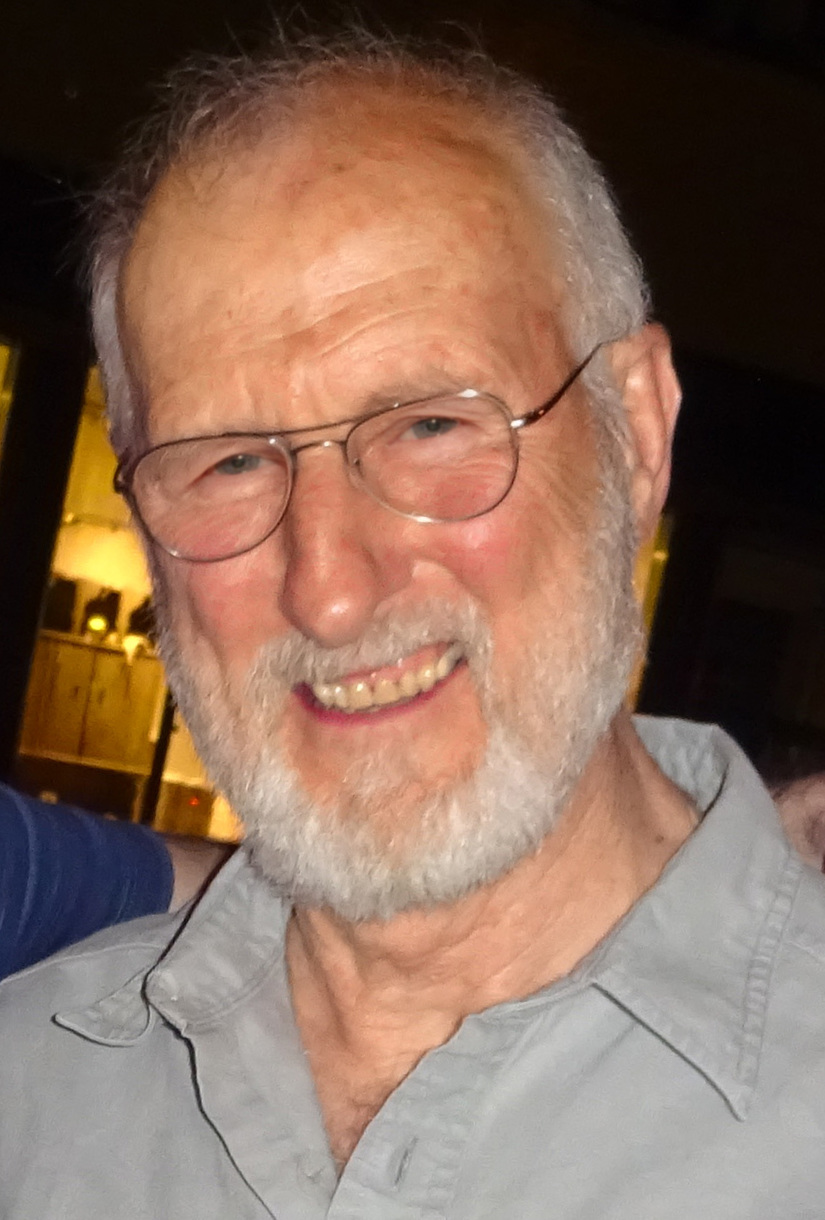
James Cromwell
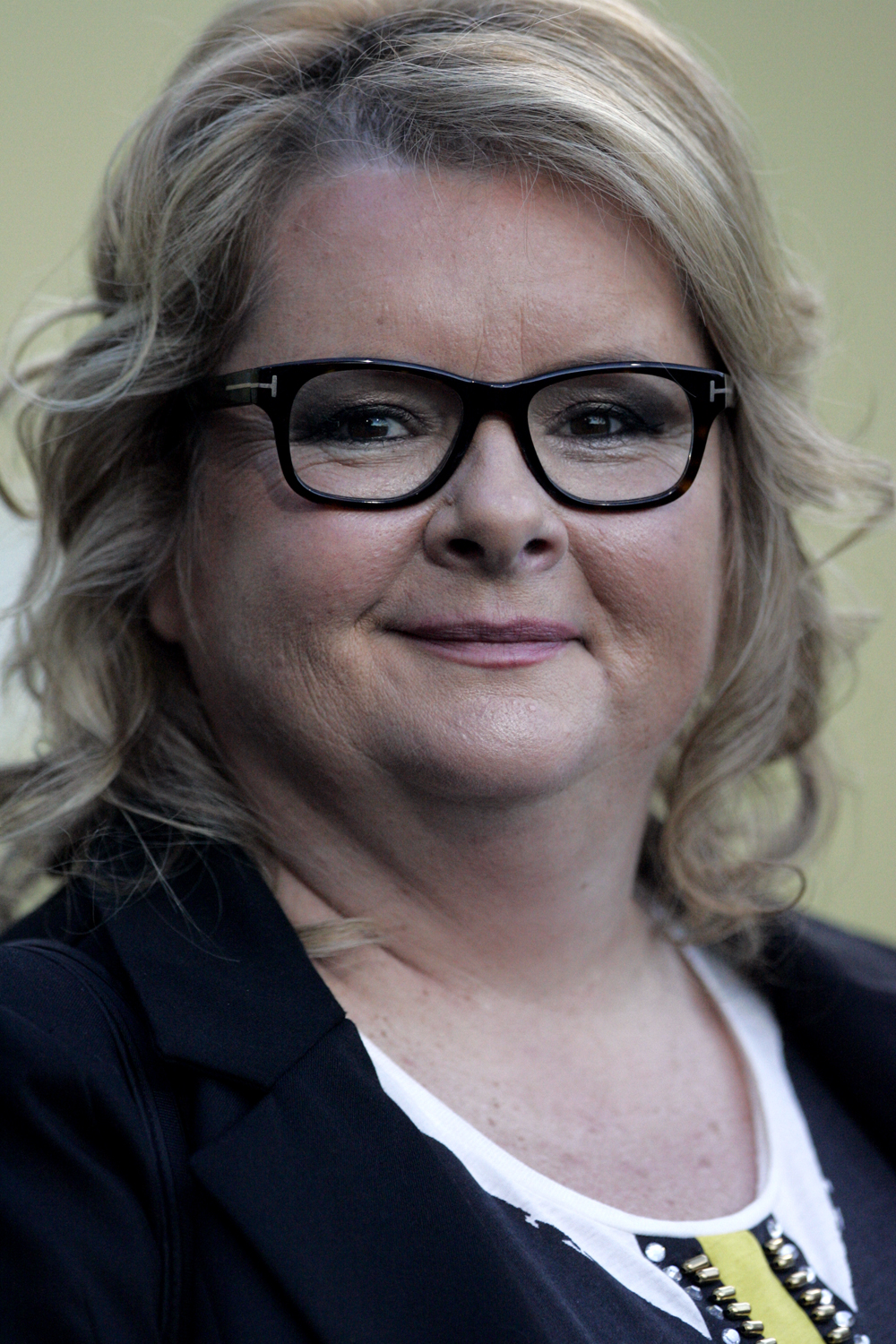
Magda Szubanski
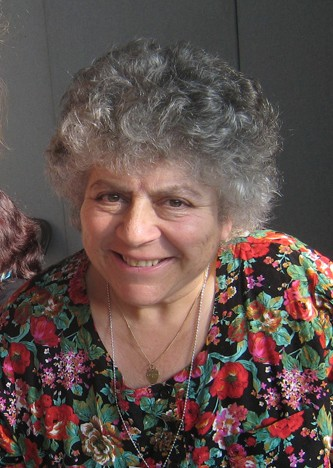
Miriam Margolyes
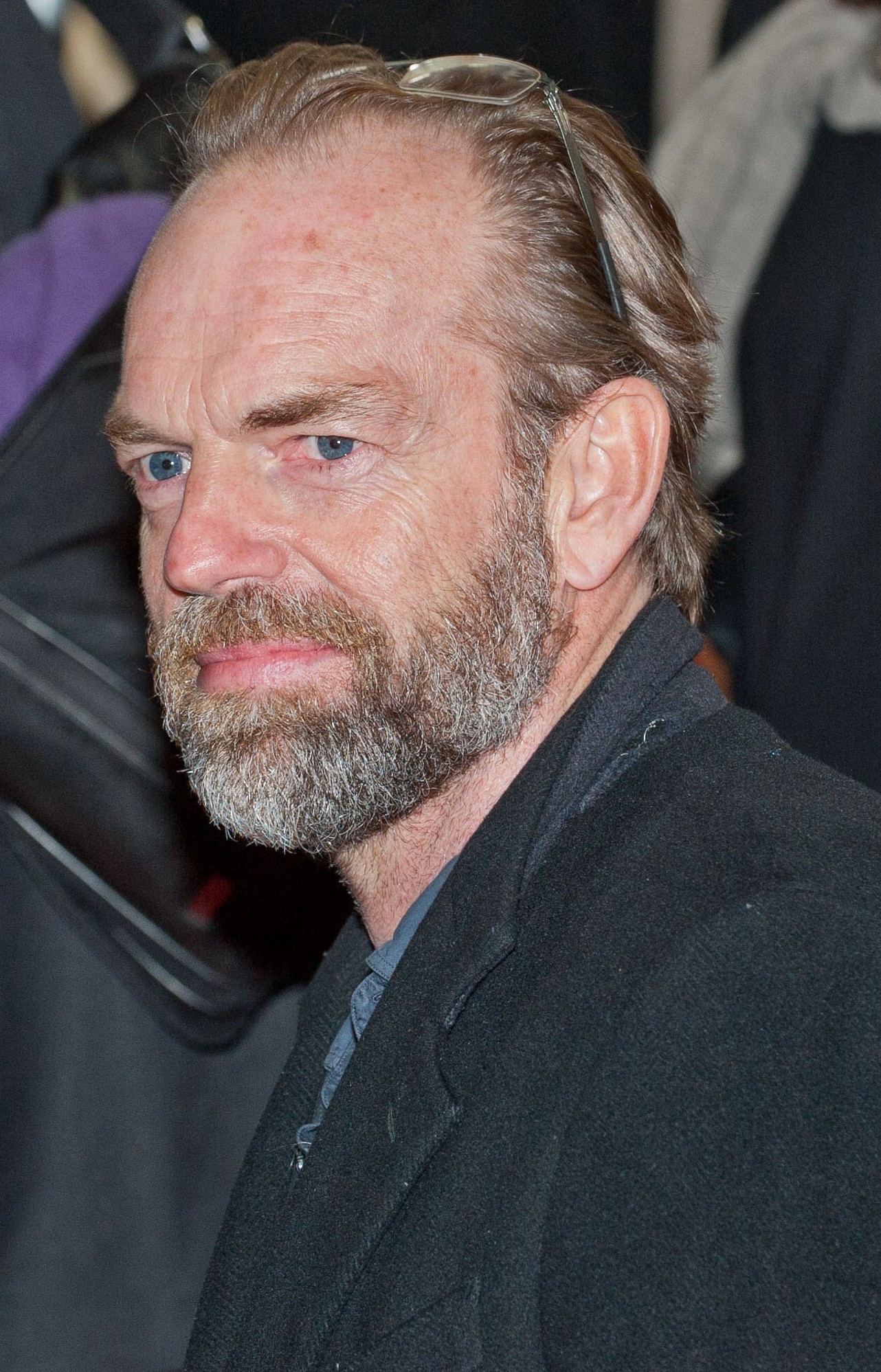
Hugo Weaving
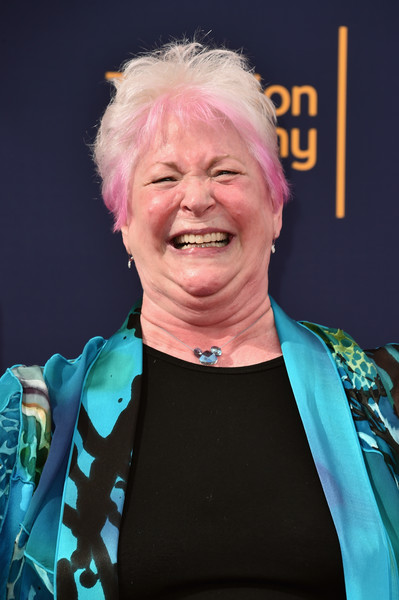
Russi Taylor

## Accueil

### Accueil critique
Sur le site Web d'agrégation de critiques Rotten Tomatoes, le film a une note d'approbation de 97 % sur la base de 70 critiques, avec une note moyenne de 8,26/10. Le consensus critique du site Web se lit comme suit : "La rare fonctionnalité familiale avec un cœur aussi grand que son budget d'effets spéciaux, Babe offre un divertissement intemporel pour les téléspectateurs de tous âges." Metacritic a donné au film une note de 83 sur la base de 16 critiques, ce qui indique une "acclamation universelle"
En France, sur le site Allociné, les spectateurs mets une note moyenne de 2,6 sur 5.
En février 2020, le New York Magazine classe Babe parmi "les meilleurs films qui ont perdu le meilleur film aux Oscars.

### Box-office
Babe a été un succès au box-office, rapportant 36,7 millions de dollars australiens (29 millions de dollars américains) au box-office australien ; 64 millions de dollars américains aux États-Unis et au Canada ; 34 millions de dollars américains au Royaume-Uni et plus de 254 millions de dollars américains dans le monde entier. C'était le deuxième film australien le plus rentable en Australie, derrière Crocodile Dundee.

## Autour du film
- Après le tournage du film, l’acteur James Cromwell est devenu vegan[3].
- Quarante-huit porcelets ont joué le rôle de Babe[4].
- Ce film a été suivi de Babe, le cochon dans la ville de George Miller (1998), film pour lequel il a fallu 128 porcelets.
- On peut entendre, dans la bande sonore, des extraits du mouvement final de la Symphonie no 3 avec orgue de Camille Saint-Saëns. La chanson du générique, If I Had Words, de Scott Fitzgerald et Yvonne Keeley, est inspirée du maestoso de cette symphonie.
- On peut également entendre, dans une scène où Ferdinand le canard cherche à récupérer un réveil dans la chambre du fermier, le début du pizzicato du cinquième acte de l'opéra Sylvia de Léo Delibes.
- Bien que jouant mari et femme, James Cromwell et Magda Szubanski ont 21 ans d’écart.

## Distinctions

### Récompenses
- Oscars 1996 : 
  - Meilleurs effets visuels

### Nominations
- Oscars 1996 :
  - Meilleur film
  - Meilleur réalisateur pour Chris Noonan
  - Meilleur acteur dans un second rôle pour James Cromwell
  - Meilleur scénario adapté pour George Miller et Chris Noonan
  - Meilleurs décors pour Roger Ford et Kerrie Brown
  - Meilleur montage pour Marcus D'Arcy et Jay Friedkin